# Sturm-Liouville-Problem
Sturm-Liouville-Probleme (nach Charles-François Sturm (1803–1855) und Joseph Liouville (1809–1882)) sind ein Typ von Eigenwertproblemen aus der Analysis. Zu gegebenen Koeffizientenfunktionen {\displaystyle p,q,w} und {\displaystyle \lambda \in \mathbb {C} } betrachtet man die Differentialgleichung 2. Ordnung
{\displaystyle \left(p\cdot \psi '\right)'+q\cdot \psi =-\lambda \cdot w\cdot \psi }
auf einem vorgegebenen Intervall {\displaystyle [a,b]\subset \mathbb {R} } für eine Funktion {\displaystyle \psi \in C^{2}([a,b])}. Verlangt man, dass {\displaystyle \psi } Randbedingungen der Form
{\displaystyle {\begin{aligned}\cos(\alpha )\psi (a)&+\sin(\alpha )p(a)\psi '(a)=0\\\cos(\beta )\psi (b)&+\sin(\beta )p(b)\psi '(b)=0\end{aligned}}}
genügt ({\displaystyle \alpha ,\beta \in \mathbb {R} }), so kann abhängig die Differentialgleichungen abhängig von {\displaystyle \lambda } entweder keine, genau eine oder mehrere Lösungen haben. Das Sturm-Liouville-Problem besteht darin, für jedes {\displaystyle \lambda \in \mathbb {C} } die Existenz und Anzahl der Lösungen zu ermitteln und soweit möglich die Lösungen explizit zu konstruieren. Es existieren Sätze, die für eine sehr allgemeine Klasse von Koeffizientenfunktionen die Frage nach der Existenz beantworten und Eigenschaften der Lösungsfunktionen beschreiben.
Führt man den linearen Operator der Form
{\displaystyle {\mathcal {L}}={\frac {1}{w}}\left({\frac {\mathrm {d} }{\mathrm {d} x}}\,p\,{\frac {\mathrm {d} }{\mathrm {d} x}}+q\right)}
ein, den Sturm-Liouville-Operator, so hat das Sturm-Liouville-Problem die Form der Eigenwertgleichung {\displaystyle {\mathcal {L}}\psi =-\lambda \psi } und kann mithilfe von Methoden aus der Funktionalanalysis (Spektraltheorie) im Hilbertraum der bezüglich der Gewichtsfunktion {\displaystyle w} quadratintegrierbaren Funktionen behandelt werden. In diesem Sinn stellen Sturm-Liouville-Projekte eine Brücke zwischen der klassischen Theorie der gewöhnlichen Differentialgleichungen und der modernen Theorie der Funktionalanalysis dar.

## Motivation
Differentialgleichungen in Form eines Sturm-Liouville-Problems ergeben sich, wenn man partielle Differentialgleichungen mithilfe eines Separationsansatzes untersucht. Betrachtet man zum Beispiel die eindimensionale Wellengleichung
{\displaystyle {\frac {\partial ^{2}y(x,t)}{\partial t^{2}}}=c^{2}{\frac {\partial ^{2}y(x,t)}{\partial x^{2}}}}
so führt ein Separationsansatz der Form
{\displaystyle y(t,x)=f(x)\cdot g(t)}
auf ein Sturm-Liouville-Problem für die beiden Funktionen f und g. Genauer führt Einsetzen des Ansatzes in die Wellengleichung und Separation der Variablen auf die beiden Gleichungen
{\displaystyle f''(x)={\frac {\lambda }{c^{2}}}f(x)}
{\displaystyle g''(t)=\lambda g(t)}
Diese Differentialgleichungen bilden (gemeinsam mit noch anzugebenden Randbedingungen) jeweils ein Sturm-Liouville-Problem. Für diese einfachen Beispiele ist die Lösung des Problems weiter unten angegeben.
Kompliziertere partielle Differentialgleichungen zweiter Ordnung führen nach Separation der Variablen auf kompliziertere Sturm-Liouville-Probleme, deren Eigenwerte und Eigenfunktionen sich in der Regel nicht mehr oder nur schwerlich analytisch berechnen lassen. Schafft man es jedoch, das zur partiellen Differentialgleichung zugehörige Sturm-Liouville-Problem zu lösen und die zugehörigen Eigenfunktionen des Sturm-Liouville-Operators zu bestimmen, so können diese zur Lösung der partiellen Differentialgleichung verwendet, indem man eine Reihe von Eigenfunktionen als Ansatz wählt.
Natürlich gibt es auch Differentialgleichungen, die schon von Haus aus die Form eines Sturm-Liouville-Problems haben. Zum Beispiel ist die zeitunabhängige, eindimensionale Schrödingergleichung
{\displaystyle \left(-{\frac {\hbar ^{2}}{2m}}{\frac {d^{2}}{dx^{2}}}+V(x)\right)\psi (x)=E\psi (x)}
mit zweifach differenzierbarem {\displaystyle \psi \colon [a,b]\to \mathbb {C} } und der Randbedingung {\displaystyle \psi (a)=\psi (b)=0} ein Sturm-Liouville-Problem, bei dem bloß {\displaystyle p={\frac {\hbar ^{2}}{2m}}} sowie {\displaystyle q=V(x)} und {\displaystyle w=1} gesetzt wurden. Allgemeiner kann man durch direktes Nachrechnen zeigen, dass es für jede Differentialgleichung der Form
{\displaystyle \psi ''+Q(x)\psi '+R(x)\psi +\lambda \psi =0}
Funktionen {\displaystyle {\tilde {Q}}(x),{\tilde {P}}(x),r(x)} gibt, sodass eine Funktion {\displaystyle \psi } genau dann eine Lösung der obigen Differentialgleichung ist, wenn Sie die Gleichung
{\displaystyle \left({\tilde {P}}(x)\cdot \psi '\right)'+{\tilde {Q}}(x)\cdot \psi =-\lambda w(x)\psi }
löst. Damit kann man also Resultate über Sturm-Liouville-Theorie direkt auf eine viel größere Klasse von Differentialgleichungen übertragen, was einen der Hauptgründe für die Relevanz der Lösungstheorie von Sturm-Liouville-Problemen darstellt. Im allgemeinen Fall ist dabei {\displaystyle w(x)} aber nicht mehr konstant wie in den ersten beiden Beispielen, was die Notwendigkeit erklärt, auch Sturm-Liouville-Probleme zu betrachten, bei denen die Gewichtsfunktion nicht konstant ist.

## Reguläre Sturm-Liouville-Probleme
Die Differentialgleichung
{\displaystyle (p\cdot \psi ')'+q\cdot \psi =-\lambda \cdot w\cdot \psi }
für {\displaystyle \psi } zusammen mit Randbedingungen der Form
{\displaystyle {\begin{aligned}R_{1}\psi :=\cos(\alpha )\psi (a)&+\sin(\alpha )p(a)\psi '(a)=0\\R_{2}\psi :=\cos(\beta )\psi (b)&+\sin(\beta )p(b)\psi '(b)=0\end{aligned}}}
wobei {\displaystyle \alpha ,\beta \in \mathbb {[0,\pi )} } nennt man ein reguläres Sturm-Liouville-Problem über dem Intervall {\displaystyle [a,b]}, wenn dieses Intervall endlich ist und die Koeffizientenfunktionen {\displaystyle w,p,q} die folgenden Bedingungen erfüllen:
- {\displaystyle p\in C^{1}([a,b])} und {\displaystyle p>0},
- {\displaystyle q\in C^{0}([a,b])},
- {\displaystyle w\in C^{0}([a,b])}und {\displaystyle w>0.}[1]

Im Fall {\displaystyle \psi (a)=\psi (b)=0} spricht man von Dirichlet-Randbedingungen und im Fall {\displaystyle \psi '(a)=\psi '(b)=0} von Neumann-Randbedingungen.

### Existenz von Eigenwerten und Eindeutigkeit von Lösungen
Für das reguläre Sturm-Liouville-Problem gilt, dass die Menge der Eigenwerte abzählbar ist und die Eigenwerte, wenn man sie nach Größe ordnet, gegen {\displaystyle +\infty } divergieren:
{\displaystyle \lambda _{1}<\lambda _{2}<\lambda _{3}<\cdots <\lambda _{n}<\cdots \to \infty .}
Insbesondere ist die Menge der Eigenwerte nach unten beschränkt und hat keinen Häufungspunkt im Endlichen. Die Eigenwerte verhalten sich asymptotisch (Weyl-Asymptotik) wie
{\displaystyle \lambda _{n}=\pi ^{2}\left(\int _{a}^{b}{\sqrt {\frac {w(x)}{p(x)}}}\mathrm {d} x\right)^{-2}n^{2}+O(n).}
Zu jedem Eigenwert gibt es genau eine Lösung {\displaystyle \psi _{n}} der Sturm-Liouville-Gleichung, die den Randwerten genügt und die Normierungsbedingung
{\displaystyle {\begin{aligned}\int _{a}^{b}|\psi _{n}(x)|^{2}w(x)dx=1\end{aligned}}}
erfüllt. Man nennt dieses {\displaystyle \psi _{n}} die Eigenfunktion zum Eigenwert {\displaystyle \lambda }. Diese Eigenfunktionen erfüllen die folgende Orthogonalitätsrelation: Für alle {\displaystyle n,m\in \mathbb {N} } gilt
{\displaystyle \int _{a}^{b}\psi _{n}(x)\psi _{m}(x)w(x)\,dx={\begin{cases}1\quad {\text{falls }}m=n\\0\quad {\text{falls }}m\neq n\end{cases}}}.

### Reihenentwicklung in Eigenfunktionen
Die oben erwähnten Eigenfunktionen können benutzt werden, um fast beliebige Funktionen in Reihen zu entwickeln.

#### Gleichmäßige Konvergenz
Sei {\displaystyle f\in C^{1}([a,b])} eine Funktion, die die Randbedingungen des Sturm-Liouville-Problems erfüllt. Dann existieren für alle {\displaystyle n\in \mathbb {N} } reelle Zahlen {\displaystyle c_{n}}, sodass
{\displaystyle f(x)=\sum _{n=1}^{\infty }c_{n}\psi _{n}(x)}
für alle {\displaystyle x\in [a,b]} gilt. Die Reihe auf der rechten Seite konvergiert hierbei gleichmäßig gegen {\displaystyle f}. Die Koeffizienten {\displaystyle c_{n}} sind dabei gegeben durch
{\displaystyle c_{n}=\int _{a}^{b}f(x)\psi _{n}(x)w(x)\,dx}.
Tatsächlich kann man die Forderungen an {\displaystyle f} abschwächen. Dieselbe Aussage gilt nämlich auch für {\displaystyle f\in C([a,b])}, die stückweise stetig differenzierbar sind, solange diese die schwächere Randbedingung erfüllen, dass {\displaystyle f} bei {\displaystyle a} oder {\displaystyle b} verschwindet, wenn {\displaystyle \psi _{1}}, also die Eigenfunktion zum kleinsten Eigenwert {\displaystyle \lambda _{1}}, das tut. Ist beispielsweise {\displaystyle \psi _{1}(a)=0,\psi _{1}(b)\neq 0}, so reicht es, dass {\displaystyle f(a)=0} und {\displaystyle f(b)} kann beliebig sein. Ist sogar {\displaystyle \psi _{1}(a)\neq 0,\psi _{1}(b)\neq 0}, so gilt die Aussage überhaupt für alle stückweise stetig differenzierbaren Funktionen.

#### Konvergenz im quadratischen Mittel
Für nicht-stetige Funktionen kann es keine gleichmäßig konvergente Entwicklung in Reihen aus Eigenfunktionen geben, da gleichmäßige Grenzwerte stetiger Reihen notwendigerweise stetig sind. Es gilt folgendes Resultat: Sei {\displaystyle f\in L^{2}([a,b],w(x)dx)}, also Element des Hilbertraums der quadratintegrablen Funktionen. Dann gibt es reelle Zahlen {\displaystyle c_{n}} sodass
{\displaystyle f=\sum _{n=1}^{\infty }c_{n}\psi _{n}}
wobei die Reihe auf der rechten Seite bezüglich der Norm auf {\displaystyle L^{2}([a,b],w(x)dx)} gegen {\displaystyle f} konvergiert. Es gilt also
{\displaystyle ||f-\sum _{n=1}^{k}c_{n}\psi _{n}||_{L^{2}([a,b],w(x)dx)}=\int _{a}^{b}|f(x)-\sum _{n=1}^{k}c_{n}\psi _{n}(x)|^{2}dx\xrightarrow {k\to \infty } 0}
Man sagt auch, dass die Reihe im quadratischen Mittel konvergiert. Die {\displaystyle \psi _{n}} sind also eine Schauderbasis des Raums {\displaystyle L^{2}([a,b],w(x)dx)}. Die Koeffizienten {\displaystyle c_{n}} sind wieder durch
{\displaystyle c_{n}=\int _{a}^{b}f(x)\psi _{n}(x)dx}
gegeben.

### Eigenschaften der Eigenfunktionen

#### Amplitudensatz
Da die Amplituden den Absolutbetrag der lokalen Extremwerte angeben, wird mit dem nachfolgenden Satz das Verhalten der Amplituden aufeinanderfolgender Nullstellen beschrieben.
Abweichend von den eingangs genannten Voraussetzungen sei {\displaystyle p,q\in C^{1}((a,b),\mathbb {R} )}, {\displaystyle p,q} monoton wachsend oder monoton fallend, sowie auf einem geeigneten Intervall {\displaystyle (c,d)\subseteq (a,b)} sei {\displaystyle \phi } eine nicht triviale Lösung von {\displaystyle {\mathcal {L}}\phi =0}. Für die Amplituden  zweier aufeinanderfolgender Extremstellen {\displaystyle c<x_{k}<x_{k+1}<d} von {\displaystyle \phi } gilt:
{\displaystyle |\phi (x_{k+1})|\geq |\phi (x_{k})|{\text{ wenn }}(pq)'<0} und
{\displaystyle |\phi (x_{k+1})|\leq |\phi (x_{k})|{\text{ wenn }}(pq)'>0}.
Beweis
Es sei {\displaystyle \phi } eine nicht-triviale Lösung und
{\displaystyle \psi =\phi ^{2}+{\frac {1}{pq}}\left(p\phi '\right)^{2}}.
Dabei ist {\displaystyle \psi } keine Lösung der Sturm-Liouville-Differentialgleichung, jedoch
eine Funktion die mit denselben Extremstellen und Nullstellen ausgestattet ist wie {\displaystyle \phi }. Mit Hilfe dieser Konstruktion folgt mit der Sturm-Liouville-Differentialgleichung {\displaystyle (p\phi ')'=-q\phi }
{\displaystyle {\begin{aligned}\psi '&=2\phi \phi '+{\frac {1}{pq}}2p\phi '\left(p\phi '\right)'-{\frac {(pq)'}{(pq)^{2}}}\left(p\phi '\right)^{2}\\&=2\phi \phi '-2\phi \phi '-{\frac {(pq)'}{(pq)^{2}}}\left(p\phi '\right)^{2}\\&=-(pq)'\left({\frac {\phi '}{q}}\right)^{2}.\end{aligned}}}
Wird zudem berücksichtigt, dass an jedem Extrempunkt {\displaystyle \phi '(x_{k+1})=\phi '(x_{k})=0} ist, so gilt für ein {\displaystyle \xi } mit {\displaystyle c<x_{k}\leq \xi \leq x_{k+1}<d}
{\displaystyle {\begin{aligned}\psi '(\xi )\geq 0&{\text{ wenn }}(p(\xi )q(\xi ))'<0\\\psi '(\xi )\leq 0&{\text{ wenn }}(p(\xi )q(\xi ))'>0.\end{aligned}}}
Demzufolge wird die Steigung von {\displaystyle \psi } beeinflusst durch den Wert der Ableitung von {\displaystyle (pq)'}. Da sich die Steigung von {\displaystyle \psi } auf {\displaystyle \phi ^{2}} vererbt, erhält man für den Betrag:
{\displaystyle |\phi (x_{k+1})|\geq |\phi (x_{k})|{\text{ wenn }}(pq)'<0} und
{\displaystyle |\phi (x_{k+1})|\leq |\phi (x_{k})|{\text{ wenn }}(pq)'>0}.

#### Oszillationssatz
Seien wie oben {\displaystyle \lambda _{1},\lambda _{2},...} die Eigenwerte eines Sturm-Liouville-Problems über dem Intervall {\displaystyle [a,b]} mit zugehörigen Eigenfunktionen {\displaystyle \psi _{1},\psi _{2},...}. Dann gilt, dass für alle {\displaystyle n\in \mathbb {N} } die zugehörige Eigenfunktion {\displaystyle \psi _{n}} im offenen Intervall {\displaystyle (a,b)} genau {\displaystyle n-1} Nullstellen besitzt. Diese sind alle einfach, es gilt also an jeder der Nullstellen {\displaystyle x_{1},...,x_{n-1}}, dass
{\displaystyle \psi _{n}'(x_{i})\neq 0,\quad 1\leq i\leq n-1}.
Insbesondere wechselt {\displaystyle \psi _{n}} an jeder Nullstelle das Vorzeichen, oszilliert also zwischen positiven und negativen Werten. Ein ähnliches oszillierendes Verhalten zeigen auch Lösungen der homogenen Gleichung
{\displaystyle \quad {\mathcal {L}}\psi ={\frac {\mathrm {d} }{\mathrm {d} x}}{\bigg (}p(x){\frac {\mathrm {d} }{\mathrm {d} x}}\psi (x){\bigg )}+q_{1}(x)\psi (x)=0\qquad }
Sind {\displaystyle p,q} auf ganz {\displaystyle [a,\infty )} definiert und stetig und erfüllen neben den oben genannten Stetigkeits-/Differenzierbarkeitsbedingungen und der Positivität von {\displaystyle p} noch die Bedingungen
{\displaystyle \quad q(x)>0,\quad \int _{a}^{\infty }{\frac {1}{p(x)}}dx=\int _{a}^{\infty }q(x)dx=\infty },
so haben alle Lösungen {\displaystyle \psi } der homogenen Gleichung unendlich viele Nullstellen in {\displaystyle [a,\infty )}. Diese Nullstellen sind alle einfach und haben keinen Häufungspunkt im endlichen.

#### Vergleichssatz
Der Sturmsche Vergleichssatz liefert einen Zusammenhang zwischen den beiden Differentialgleichungen
(1){\displaystyle \quad {\mathcal {L}}_{1}\phi =-{\frac {\mathrm {d} }{\mathrm {d} x}}{\bigg (}p(x){\frac {\mathrm {d} }{\mathrm {d} x}}\phi (x){\bigg )}+q_{1}(x)\phi (x)=0\qquad }
(2){\displaystyle \quad {\mathcal {L}}_{2}\psi =-{\frac {\mathrm {d} }{\mathrm {d} x}}{\bigg (}p(x){\frac {\mathrm {d} }{\mathrm {d} x}}\psi (x){\bigg )}+q_{2}(x)\psi (x)=0},
wobei für {\displaystyle x\in (c,d)\subseteq (a,b)} vorausgesetzt wird
{\displaystyle p(x)>0} monoton wachsend
{\displaystyle q_{1}(x)\geq q_{2}(x)>0} monoton wachsend.
Wenn {\displaystyle \phi } eine nicht triviale Lösung der Differentialgleichung {\displaystyle {\mathcal {L}}_{1}\phi =0} und {\displaystyle \psi } eine nichttriviale Lösung von {\displaystyle {\mathcal {L}}_{2}\psi =0} ist, dann liegt im Intervall {\displaystyle (c,d)} zwischen zwei Nullstellen von {\displaystyle \phi } eine Nullstelle von {\displaystyle \psi }.

### Beispiel
Ein einfaches Beispiel ist die Differentialgleichung
{\displaystyle -\psi ''=\lambda \psi }
auf dem Intervall {\displaystyle [0,\pi ]}, zusammen mit den Dirichlet-Randbedingungen
{\displaystyle \psi (0)=\psi (\pi )=0.}
Aufgrund der Randbedingungen wird der periodische Ansatz {\displaystyle \psi (x)=a\sin({\sqrt {\lambda }}x)} für {\displaystyle \lambda >0} und beliebige {\displaystyle a\in \mathbb {R} } gewählt. Wegen {\displaystyle \psi (0)=\psi (\pi )=0} ist {\displaystyle a\neq 0} und {\displaystyle \sin({\sqrt {\lambda }}\pi )=0,} also {\displaystyle {\sqrt {\lambda }}\pi =n\pi } und somit {\displaystyle \lambda =n^{2}} für {\displaystyle n\in \mathbb {N} }. Die Folge der Eigenwerte lautet demnach
{\displaystyle \lambda _{n}=n^{2}}
und genügt der Weyl-Asymptotik.
Die Folge der Eigenfunktionen ergibt sich, bis auf die zu bestimmenden Koeffizienten {\displaystyle a_{n}}, zu
{\displaystyle \psi _{n}(x)=a_{n}\sin(n\,x).}
Die Orthonormalbasis der Eigenfunktionen im Hilbertraum {\displaystyle L^{2}([a,b],\mathrm {d} x)} mit {\displaystyle w(x)=1} ergibt sich unter Verwendung der trigonometrischen Formel {\displaystyle \textstyle \sin(nx)\;\sin(mx)={\frac {1}{2}}{\Big (}\cos {\big (}(n-m)x{\big )}-\cos {\big (}(n+m)x{\big )}{\Big )}}:
{\displaystyle {\begin{aligned}\langle \psi _{n},\psi _{m}\rangle &=\int {\overline {\psi _{n}(x)}}\psi _{m}(x)\mathrm {d} x=\int _{0}^{\pi }{\overline {a_{n}\sin(nx)}}\;a_{m}\sin(mx)\,\mathrm {d} x=a_{n}a_{m}\int _{0}^{\pi }\sin(nx)\sin(mx)\,\mathrm {d} x\\&={\frac {a_{n}a_{m}}{2}}\int _{0}^{\pi }{\bigg (}\cos {\big (}(n-m)x{\big )}-\cos {\big (}(n+m)x{\big )}{\bigg )}\,\mathrm {d} x\\\\&={\begin{cases}{\frac {a_{n}a_{m}}{2}}{\bigg [}{\frac {1}{n-m}}\sin {\big (}(n-m)x{\big )}-{\frac {1}{n+m}}\sin {\big (}(n+m)x{\big )}{\bigg ]}_{0}^{\pi }=0&&{\text{wenn}}\;n\neq m\\\\{\frac {a_{n}^{2}}{2}}{\Bigg [}x-{\frac {1}{2n}}\sin(2nx){\bigg ]}_{0}^{\pi }={\frac {a_{n}^{2}\pi }{2}}&&{\text{wenn}}\;n=m\end{cases}}\\\\&={\frac {a_{n}^{2}\pi }{2}}\delta _{nm}.\end{aligned}}}
Hierbei bedeutet {\displaystyle \delta _{nm}} das Kronecker-Delta und die Normierung {\displaystyle \langle \psi _{n},\psi _{m}\rangle =\delta _{nm}} bedingt {\displaystyle a_{n}={\sqrt {\frac {2}{\pi }}}}, so dass die normierten Eigenfunktionen die Darstellung
{\displaystyle \psi _{n}(x)={\sqrt {\frac {2}{\pi }}}\sin(n\,x)}
annehmen.
Die zugehörige Eigenfunktionsentwicklung ist die Fourierreihe mit
{\displaystyle \Psi =\sum _{n=1}^{\infty }\psi _{n}=\sum _{n=1}^{\infty }{\sqrt {\frac {2}{\pi }}}\sin(nx).}

## Mathematische Theorie
Der geeignete mathematische Rahmen ist der Hilbertraum {\displaystyle L^{2}([a,b];w(x){\rm {d}}x)} mit dem
Skalarprodukt
{\displaystyle \langle f,g\rangle :=\int _{a}^{b}{\overline {f(x)}}g(x)w(x)\,{\rm {d}}x}.
In diesem Raum ist {\displaystyle {\mathcal {L}}} ein selbstadjungierter Operator, wenn er auf der Menge der (im Sinne der schwachen Ableitung) differenzierbaren Funktionen, die die Randbedingungen erfüllen, definiert wird:
{\displaystyle {\begin{aligned}{\mathfrak {D}}({\mathcal {L}})=\{&f\in L^{2}([a,b];w(x){\rm {d}}x):f,pf'\in AC[a,b],\,{\mathcal {L}}f\in L^{2}([a,b];w(x){\rm {d}}x),\\&,\,\cos(\alpha )f(a)+\sin(\alpha )p(a)f'(a)=\cos(\beta )f(b)+\sin(\beta )p(b)f'(b)=0\}.\end{aligned}}}
Hierbei bezeichnet {\displaystyle AC[a,b]} die Menge der auf {\displaystyle [a,b]} absolut stetigen Funktionen. Da {\displaystyle {\mathcal {L}}} ein unbeschränkter Operator ist, betrachtet man die Resolvente
{\displaystyle ({\mathcal {L}}-z)^{-1},\qquad z\in \mathbb {C} },
wobei {\displaystyle z} kein Eigenwert sein darf. Es stellt sich heraus, dass die Resolvente ein Integraloperator mit stetigem Kern (die Green’sche Funktion des Randwertproblems) ist. Somit ist die Resolvente ein kompakter Operator, und die Existenz einer abzählbaren Folge von Eigenfunktionen folgt aus dem Spektralsatz für kompakte Operatoren.
Der Zusammenhang zwischen den Eigenwerten von {\displaystyle {\mathcal {L}}} und der Resolvente folgt, da {\displaystyle ({\mathcal {L}}-z)^{-1}\psi =\alpha \psi } äquivalent ist zu {\displaystyle {\mathcal {L}}\psi =\lambda \psi } mit {\displaystyle \lambda =(z+\alpha ^{-1})} ist.

## Singuläre Sturm-Liouville-Probleme
Sind obige Bedingungen nicht erfüllt, so spricht man von einem singulären Sturm-Liouville-Problem. Das Spektrum besteht dann im Allgemeinen nicht mehr nur aus Eigenwerten und besitzt auch einen kontinuierlichen Anteil. Es gibt weiterhin verallgemeinerte Eigenfunktionen, und die zugehörige Eigenfunktionsentwicklung ist eine Integraltransformation (vergleiche Fouriertransformation anstelle von Fourierreihe).
Wechseln {\displaystyle p} oder {\displaystyle w} das Vorzeichen auf dem Intervall {\displaystyle [a,b]}, so spricht man von einem indefiniten Sturm-Liouville-Problem.